# Саксбю
Са́ксбю (эст. Saxby), на местном наречии Са́ксбе — деревня в волости Вормси уезда Ляэнемаа, Эстония.

## География и описание
Расположена в северо-западной части острова Вормси, в 7 километрах от волостного центра — деревни Хулло. Высота над уровнем моря — 7 метров.
Климат умеренный. Официальный язык — эстонский. Почтовый индекс — 91311.

## Население
По данным переписи населения 2021 года, в Саксбю насчитывалось 5 жителей, национальность неизвестна.
По состоянию на 1 января 2020 года в деревне проживали 8 человек, из них 4 женщины и 4 мужчин; лиц трудоспособного возраста (возраст 15–64 года) — 5, лиц пенсионного возраста (65 лет и старше) — 3.
По данным переписи населения 2011 года, в деревне насчитывалось 4 жителя, национальность неизвестна.
В 2000 году в деревне проживали 5 человек: одна женщина и  четверо мужчин; эстонцем себя указал один человек (20 %).
Численность населения деревни Саксбю:
| Год  | 1934 | 1959 | 1970 | 1998 | 1999 | 2000 | 2002 | 2011 | 2017 | 2018 | 2019 | 2020 | 2021 |
| ---- | ---- | ---- | ---- | ---- | ---- | ---- | ---- | ---- | ---- | ---- | ---- | ---- | ---- |
| Чел. | 121  | ↘ 43 | ↘ 12 | ↘ 6  | → 6  | → 6  | → 6  | ↘ 4  | ↗ 6  | ↗ 7  | → 7  | ↗ 8  | ↘ 5  |

## История

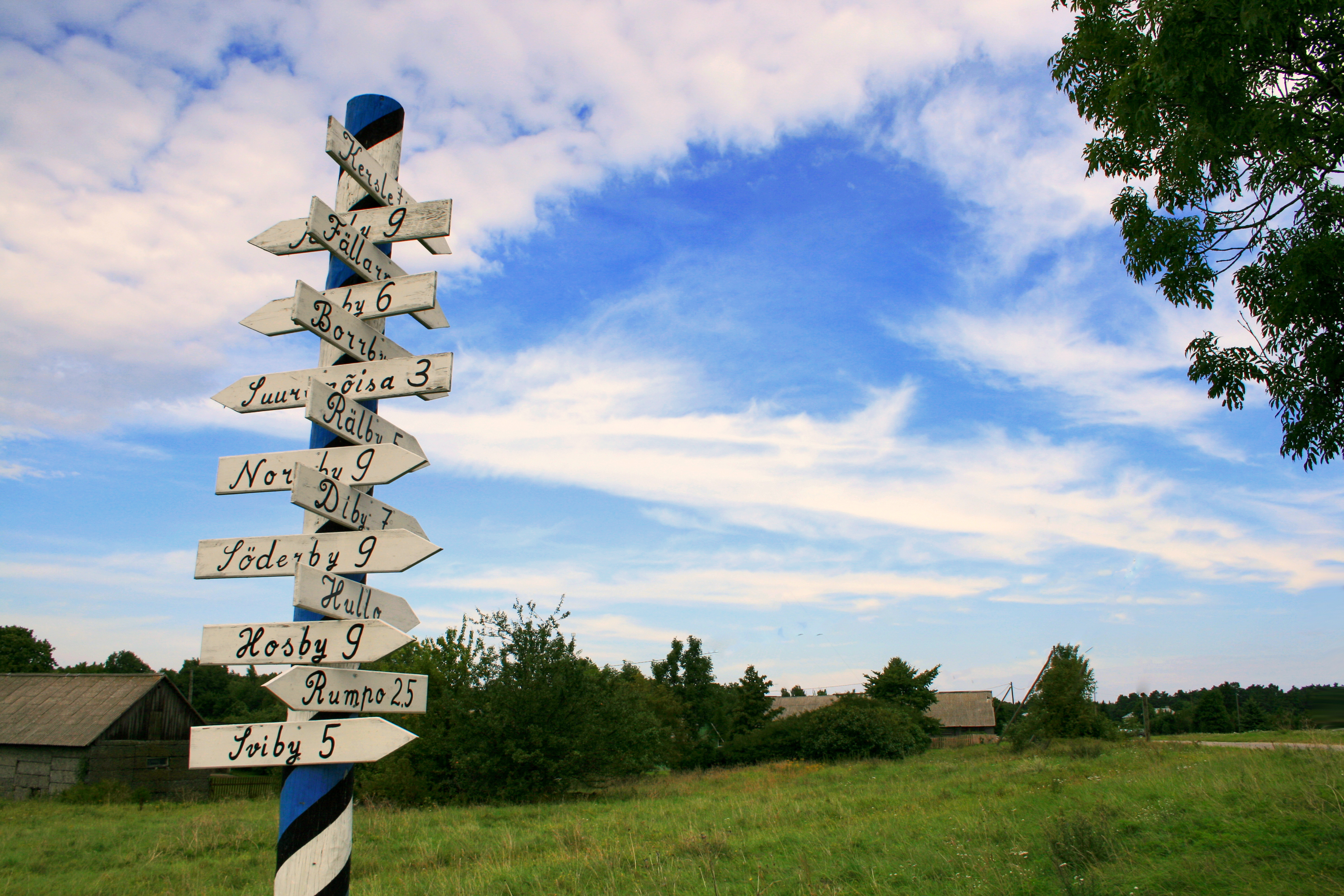
Указатели на острове Вормси

В письменных источниках 1540 года упоминается Saxbwͤ, 1565 года — Saxeby, 1636 года — Saxby.
На военно-топографических картах Российской империи (1846–1863 годы), в состав которой входила Лифляндская губерния, и на картах 1898 года деревня обозначена как Саксбю и Саксби.
С XVI века побережье Вормси заселялось прежде всего спасавшимися от голода шведскими переселенцами из Финляндии. На место будущей деревни Саксбю приплыли жители из местечка под названием Саксала (фин. Saksala, швед. Saxby) недалеко от города Порвоо (фин. Porvoo, швед. Borgå).
Хотя Саксбю является приморским поселением, местные жители несколько веков получали свою основную пищу от ведения сельского хозяйства, и, прежде всего, от разведения коров. На каменистых полях выращивали картофель, излишки которого продавали в Финляндию и Швецию. Как и везде на острове, здесь было много ветряных мельниц. Саксбю была типичной прибрежной деревушкой балтийских шведов. Местные леса, пастбища, поля и занятие рыбной ловлей покрывали все первичные потребности её жителей. Каждое хозяйство имело свой земельный надел.
В 1864 году был построен чугунный маяк Саксбю. В 1898 году в деревне насчитывалось 10 малых хозяйств и 15 хуторов размером в 10–15 гектаров. В 1934 году в Саксбю было 26 домохозяйств с общей численностью жителей 121 человек. В 1944 году в Швецию эмигрировали 97 человек.
В середине 20-го столетия в деревне был создан колхоз. Однако по сравнению с прежними временами поголовье скота снизилось, пастбища, которые перестали косить, стали зарастать кустарником и можжевельником. С 1950 по 1990 год площадь лесов вокруг деревни увеличилась почти на 50 %. После восстановления независимости Эстонии этот процесс продолжился из-за падения сельскохозяйственного производства и уменьшения числа постоянных жителей. Принятые в  начале 1990-х годов законодательные акты способствовали тому, что земля на острове выделялась прежде всего коренному населению страны — эстонцам, однако в ходе последовавшей затем земельной реформы земли на побережье острова стали возвращать наследникам бывших жителей-шведов. Это вызвало конфликты и судебные разбирательства.
В 1977–1997 годах Саксбю официально была частью деревни Керслети.